# Вайш, Марло
Марло Вайш (англ. Marlo Louis Weich; род. 23 ноября 1995 года, Кейптауне) — южноафриканский регбист, фулбек команды «Металлург».

## Биография
Родился в Кейптауне. Первоначально специализировался на регби-7. В 2015 году в чемпионате среди клубов был лучшим бомбардиром (206 очков, 33 попытка, 26 реализаций). В ЮАР выступал за «Иглс», с которым в 2018 году стал чемпионом второго дивизиона (Curry Cup First Division). В мае 2019 года перешел в стан российского клуба «Енисей-СТМ». Дебютировал в России во 2-м туре в матче против «Металлурга». В 2021 году перешёл в «Металлург».